# Debbie Brill
Debbie Brill (ur. 10 marca 1953 w Mission) – kanadyjska lekkoatletka, skoczkini wzwyż.

## Sukcesy
- złoty medal igrzysk Brytyjskiej Wspólnoty Narodów (Edynburg 1970)
- złoto igrzysk panamerykańskich (Cali 1971)
- 6. miejsce podczas igrzysk olimpijskich (Monachium 1972)
- srebrny medal uniwersjady (Sofia 1977)
- srebrny medal Igrzysk Wspólnoty Narodów (Edmonton 1978)
- brąz igrzysk panamerykańskich (San Juan 1979)
- 1. miejsce podczas pucharu świata (Montreal 1979)
- złoty medal igrzysk Wspólnoty Narodów (Brisbane 1982)
- 5. miejsce na igrzyskach olimpijskich (Los Angeles 1984)
- brąz podczas światowych igrzysk halowych (Paryż 1985)
- 11 tytułów mistrzyni Kanady

W 1980 Brill otwierała listy światowe przed igrzyskami olimpijskimi w Moskwie, jednak ostatecznie nie wystąpiła na tej imprezie, ponieważ Kanada, podobnie jak wiele innych krajów zbojkotowała te zawody z przyczyn politycznych.

## Rekordy życiowe
- skok wzwyż (stadion) – 1,98 (1984) rekord Kanady[1]
- skok wzwyż (hala) – 1,99 (1982) rekord Kanady, były halowy rekord świata[2]